# Anankino (obwód wołogodzki)
Anankino (ros. Ананкино) – wieś w Rosji, w rejonie grazowieckim obwódu wołogodzkiego. W 2021 r. liczyła 5 mieszkańców.